# Revercourt
Revercourt ist eine französische Gemeinde mit 25 Einwohnern (Stand: 1. Januar 2022) im Département Eure-et-Loir in der Region Centre-Val de Loire; sie gehört zum Arrondissement Dreux und zum Kanton Saint-Lubin-des-Joncherets. 

## Geographie
Revercourt liegt etwa 50 Kilometer nordwestlich von Chartres am Fluss Meuvette. Umgeben wird Revercourt von den Nachbargemeinden Bérou-la-Mulotière im Norden, Prudemanche im Osten, Saint-Lubin-de-Cravant im Süden sowie Fessanvilliers-Mattanvilliers im Südwesten und Westen.

## Bevölkerungsentwicklung
| Jahr                       | 1962 | 1968 | 1975 | 1982 | 1990 | 1999 | 2006 | 2013 | 2020 |
| Einwohner                  | 23   | 24   | 39   | 22   | 33   | 44   | 37   | 22   | 22   |
| Quellen: Cassini und INSEE |      |      |      |      |      |      |      |      |      |

## Sehenswürdigkeiten
- Kirche Saint-Rémi aus dem 12. Jahrhundert

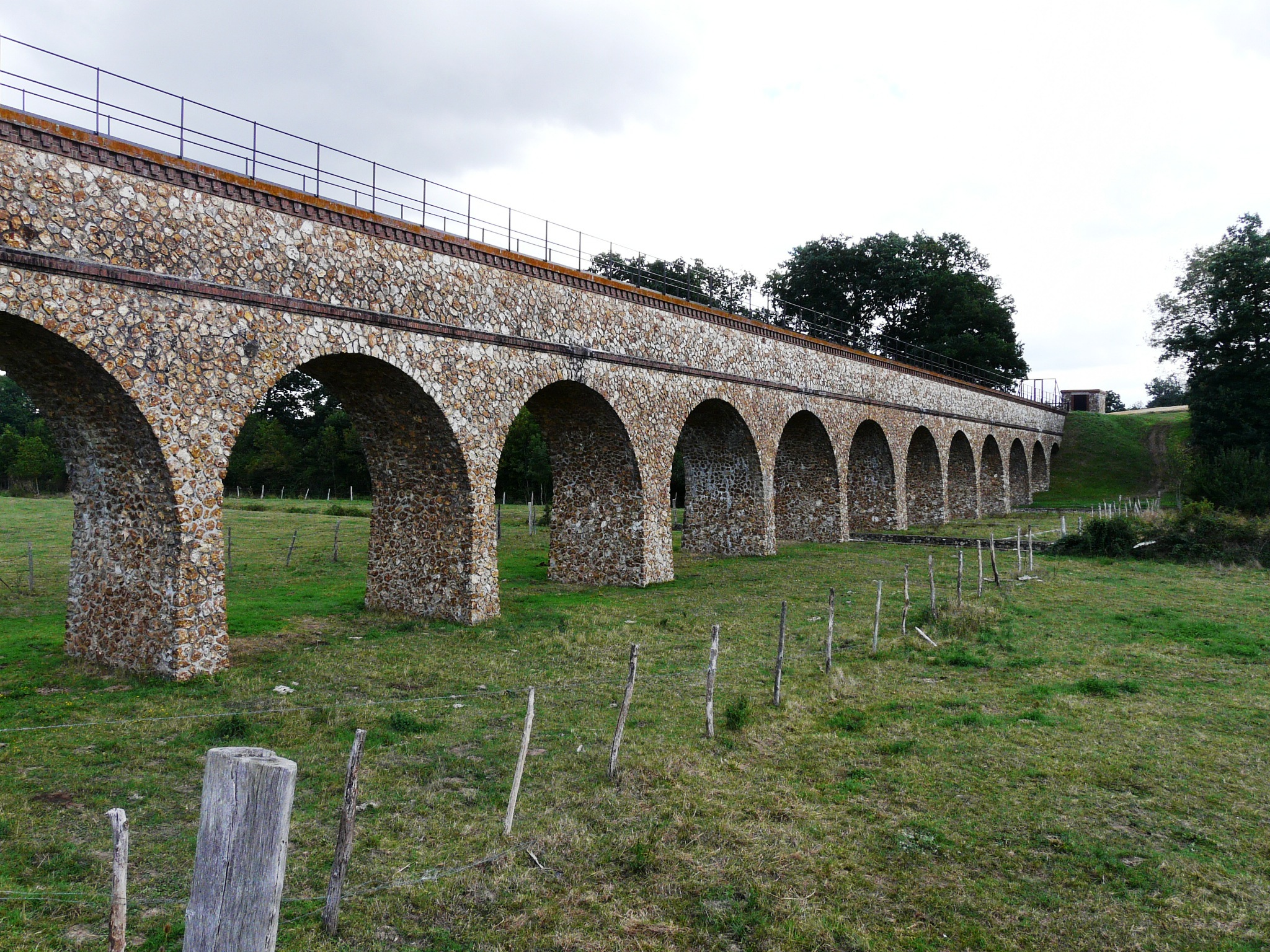
Das Avre-Aquädukt zur Trinkwasserversorgung von Paris überspannt das Tal der Meuvette in Revercourt